# Championnats d'Europe de gymnastique artistique masculine 1989
Navigation
Édition précédente Édition suivante
Le 18e championnat d'Europe de gymnastique artistique masculine s'est déroulé à Stockholm en Suède en 1989.

## Résultats

### Concours général individuel
| Rang               | Gymnaste                | Total  |
| ------------------ | ----------------------- | ------ |
| Médaille d'or      | Igor Korobchinsky (URS) | 58.100 |
| Médaille d'argent  | Valentin Mogilny (URS)  | 58.050 |
| Médaille de bronze | Holger Behrendt (GDR)   | 57.850 |

### Finales par engins

#### Sol
| Rang               | Gymnaste                | Total |
| ------------------ | ----------------------- | ----- |
| Médaille d'or      | Igor Korobchinsky (URS) | 9.750 |
| Médaille d'argent  | Cristian Brezeanu (ROU) | 9.725 |
| Médaille de bronze | Holger Behrendt (GDR)   | 9.687 |

#### Cheval d'arçon
| Rang               | Gymnaste                | Total |
| ------------------ | ----------------------- | ----- |
| Médaille d'or      | Valentin Mogilny (URS)  | 9.837 |
| Médaille d'argent  | Andreas Wecker (GDR)    | 9.737 |
| Médaille de bronze | Kalofer Hristozov (BUL) | 9.700 |

#### Anneaux
| Rang               | Gymnaste               | Total |
| ------------------ | ---------------------- | ----- |
| Médaille d'or      | Holger Behrendt (GDR)  | 9.850 |
| Médaille d'argent  | Vitaliy Marinich (URS) | 9.812 |
| Médaille de bronze | Andreas Aguilar (FRG)  | 9.800 |

#### Saut
| Rang               | Gymnaste               | Total |
| ------------------ | ---------------------- | ----- |
| Médaille d'or      | Valentin Mogilny (URS) | 9.793 |
| Médaille d'argent  | Gyula Takacs (HUN)     | 9.750 |
| Médaille de bronze | Marius Gherman (ROU)   | 9.712 |

#### Barres parallèles
| Rang               | Gymnaste                | Total |
| ------------------ | ----------------------- | ----- |
| Médaille d'or      | Kalofer Hristozov (BUL) | 9.837 |
| Médaille d'argent  | Andreas Wecker (GDR)    | 9.775 |
| Médaille de bronze | Valentin Mogilny (URS)  | 9.762 |

#### Barre fixe
| Rang              | Gymnaste               | Total |
| ----------------- | ---------------------- | ----- |
| Médaille d'or     | Andreas Wecker (GDR)   | 9.862 |
| Médaille d'argent | Vitaliy Marinich (URS) | 9.850 |
| Médaille d'argent | Nicusor Pascu (ROU)    | 9.850 |

## Tableau des médailles
| 1 | {{country data {{{1}}} | Pays/callback | name = | variant= | size= }} | ? | ? | ? | ? |
| 2 | {{country data {{{1}}} | Pays/callback | name = | variant= | size= }} | ? | ? | ? | ? |
| 3 | {{country data {{{1}}} | Pays/callback | name = | variant= | size= }} | ? | ? | ? | ? |
| 4 | {{country data {{{1}}} | Pays/callback | name = | variant= | size= }} | ? | ? | ? | ? |
| 5 | {{country data {{{1}}} | Pays/callback | name = | variant= | size= }} | ? | ? | ? | ? |
| 6 | {{country data {{{1}}} | Pays/callback | name = | variant= | size= }} | ? | ? | ? | ? |
| 7 | {{country data {{{1}}} | Pays/callback | name = | variant= | size= }} | ? | ? | ? | ? |
| 8 | {{country data {{{1}}} | Pays/callback | name = | variant= | size= }} | ? | ? | ? | ? |